# Brouci
Brouci (Coleoptera) jsou jeden z nejdiverzifikovanějších řádů hmyzu. Zahrnují přes 400 000 popsaných druhů rozčleněných ve více než 160 čeledích (viz seznam), což je asi 40 % všech popsaných druhů hmyzu a asi 20 % všech popsaných živočišných druhů. Stále jsou přitom objevovány nové druhy. V České republice byl zaznamenán výskyt asi 7000 druhů zastupujících asi 110 čeledí.
Dosud je poznáno asi 370 tisíc druhů brouků. Patří mezi ně jedinci velcí čtvrt milimetru, ale i exempláře dosahující velikosti přes 20 cm a hmotnosti 100 g, např. brouci rodu Goliathus. Jejich první pár křídel je vyztužen chitinem a tvoří krovky, které chrání druhý blanitý pár křídel. Velmi různé, ale zajímavé tvary mají tykadla brouků, která jsou vždy článkovaná. Je u nich typická pohlavní dvoutvárnost, tedy viditelný rozdíl mezi samcem a samicí.

## Stavba těla

### Dospělec
Brouky lze poměrně lehko odlišit od ostatních řádů hmyzu díky tomu, že horní (přední) pár jejich křídel je přeměněný na pevné krovky (první pár křídel vyztužený chitinem). Dolní (zadní) pár křídel je blanitý a delší než krovky. Krovky a křídla, chránící zadohruď, se rozevírají teprve před vzlétnutím. Předohruď je zvětšena a poměrně pohyblivá, zadohruď je obvykle pevně spojena se zadečkem a zakryta krovkami. Ústní ústrojí je zpravidla kousací. Výrazná bývají také článková tykadla.

### Larva
Larvy brouků mají zřetelně odlišenou hlavu a kousací ústní ústrojí. 

## Životní cyklus
Brouci jsou hmyz s proměnou dokonalou, s nepřímým vývojem, tzn. že jejich životní cyklus se skládá z vajíčka, larvy, kukly a dospělce. Některé druhy brouků se starají o vajíčka a larvy (stavějí jim úkryt a zaopatřují potravu), například hrobařík obecný (Nicrophorus vespillo), jiné kladou vajíčka například na rostliny a dál se o ně nestarají, například mandelinka bramborová (Leptinotarsa decemlineata). Obecně lze říci, že druhy starající se o potomstvo kladou výrazně méně vajíček než ty, které je kladou volně a nepečují o ně. 
Kukla brouků je tzv. volná kukla (pupa libera), má dobře rozlišitelné základy končetin a tykadel od křídelní pochvy.

## Význam pro člověka
Řád zahrnuje jak druhy z hlediska člověka prospěšné, jako jsou dravé druhy likvidujících nebezpečné škůdce (kupř. slunéčko sedmitečné (Coccinella septempunctata) či druhy mrchožravé pomáhající rychle odstraňovat mršiny (mimo jiné již zmíněný hrobařík), tak i druhy způsobující člověku nemalé obtíže, jako jsou nebezpeční škůdci v zemědělství (např. bázlivec kukuřičný (Diabrotica virgifera) nebo již zmíněná mandelinka bramborová).

## Výskyt a potrava
Brouci se vyskytují po celém světě s výjimkou polárních oblastí a mořského prostředí. Většina z nich je poměrně úzce vázána na určitý typ jeho domova a citlivě reagují na jeho změny.
Z hlediska potravní specializace se vyskytují prakticky všechny možné kombinace: vyskytují se zde predátoři, parazité, saprofágové, mrchožrouti i býložravci.

## Největší brouci

Titán obrovský

Pro určení největšího brouka lze použít různá kritéria, podle nichž se liší i výsledky. Podle objemu těla je největší titán obrovský (Titanus giganteus), jehož doložení jedinci dosahují až 22 cm. Zejména ve starší literatuře byl pojmem největší myšlen brouk nejdelší, přičemž někteří autoři posuzují pouze délku těla bez různých výrůstků a čelistí, jiní autoři výrůstky započítávají a to buďto včetně tykadel, nebo bez nich. V prvním případě (pouze délka těla) je jednoznačně největší titán obrovský, při započtení výrůstků a bez tykadel s titánem soupeří herkules antilský (Dynastes hercules) a piluna velkozubá (Macrodontia cervicornis) (oba asi 17 cm). Se započtením tykadel opět vítězí titán (21–22 cm).
V České republice je největším broukem roháč obecný (Lucanus cervus), dorůstající délky až 7 cm.